# 최진호 (1992년)
최진호(1992년 11월 14일 ~ )는 KBO 리그 SK 와이번스의 투수이다.